# Rafael Leitão
Rafael Duailibe Leitão (São Luís, 28 dicembre 1979) è uno scacchista brasiliano.
Ha ottenuto il titolo di Grande Maestro nel 1998 e di Grande Maestro per corrispondenza nel 2012.

## Principali risultati
Dal 1996 al 2014 ha vinto per sette volte il Campionato brasiliano.
Ha vinto il campionato del mondo giovanile nella categoria U12 nel 1991 e nella categoria U18 nel 1996.
Ha partecipato ai Campionati del mondo FIDE del 1999, 2000, 2000 e 2004, e alle Coppe del mondo del 2005, 2007, 2009, 2013 e 2015.
Con la nazionale del Brasile ha partecipato a sette Olimpiadi degli scacchi (quattro volte in 1ª scacchiera). Nelle olimpiadi di Torino 2006 ha ottenuto 8 punti su 10 (+6 =4 –0), vincendo la medaglia d'argento in 3ª scacchiera.